# Hombre Caimán
El Hombre Caimán es una leyenda que se desarrolla en la población ribereña de Plato, Magdalena, en la Costa Caribe de Colombia. Cuenta la historia de Saúl Montenegro,  hombre cuya pasión por espiar mujeres desnudas lo condenó a quedar convertido en un ser con cuerpo de caimán y cabeza humana.
En Plato se celebra anualmente el Festival del Hombre Caimán. También existen una plaza y un monumento en su honor que son patrimonio cultural de la población.  La leyenda del Hombre Caimán es el tema de la canción "Se va el caimán" del barranquillero José María Peñaranda.

## La leyenda

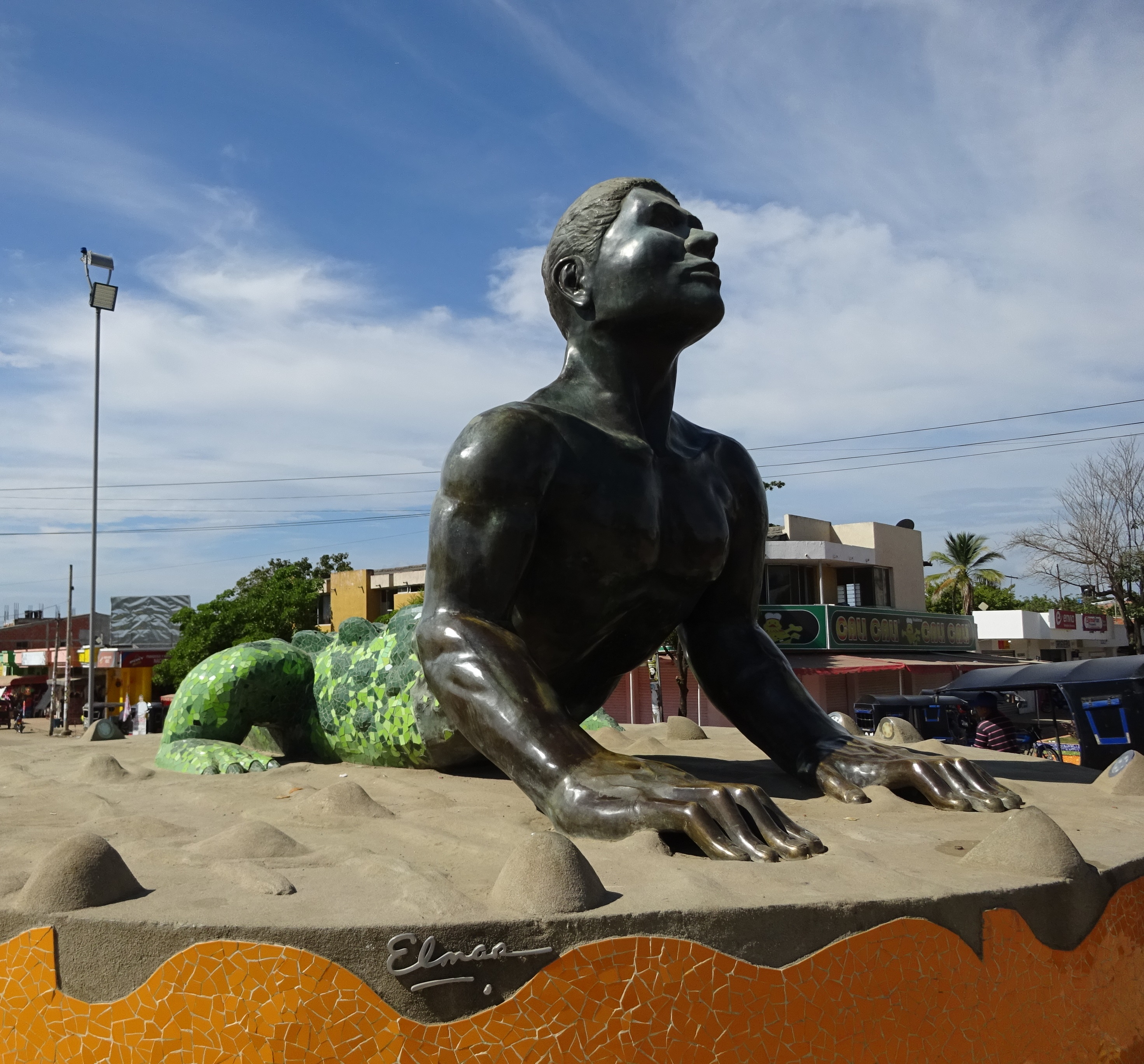
Monumento del Hombre Caimán en Plato (Magdalena).

Hace mucho tiempo, existió un pescador muy mujeriego que tenía por afición espiar a las mujeres plateñas desnudas que se bañaban en las aguas del río Magdalena. Previendo que podría ser descubierto entre los arbustos, se desplazó a la Alta Guajira para que un brujo le preparara una pócima que lo convirtiera temporalmente en caimán, esto para que no sospecharan las bañistas y poderlas admirar a su placer. El brujo le preparó dos pócimas, una roja que lo convertía en caimán, y otra blanca que lo volvía hombre de nuevo. 
Montenegro disfrutó por algún tiempo de su ingenio, pero, en una ocasión, el amigo que le echaba la pócima blanca no pudo acompañarlo y, en su lugar, fue otra persona quien al ver el caimán se asustó al creer que era verdadero y dejó caer la botella blanca con el líquido que lo convertía en hombre de nuevo. Antes de derramarse completamente, algunas gotas del líquido salpicaron únicamente sobre la cabeza de Saúl, por lo que, el resto de su cuerpo quedó convertido en caimán. Desde entonces, se convirtió en el terror de las mujeres quienes no volvieron a bañarse en el río, por miedo a que les pasara algo.
La única persona que se atrevió a acercársele después fue su madre. Ella, todas las noches, lo visitaba en el río para consolarlo y llevarle su comida favorita: queso, yuca y pan mojado en ron. Tras la muerte del brujo que había elaborado las pócimas y que falleció poco después de entregárselas a Saúl, la madre del Hombre Caimán no logró encontrar a nadie que pudiera ayudar a su hijo. Afligida por no poder revertir la transformación, murió de tristeza.
Así, el Hombre Caimán quedó completamente solo. Sin nadie que lo cuidara, decidió dejarse arrastrar por el río hasta el mar, llegando a Bocas de Ceniza, como se conoce la desembocadura del río Magdalena en el mar Caribe a la altura de Barranquilla. Desde entonces, los pescadores de Bajo Magdalena, desde Plato hasta Bocas de Ceniza, afirman estar atentos para pescarlo en el río o cazarlo en los pantanos de las riberas, con la intención de demostrar que la leyenda es real.